# Alepocephalus agassizii
Alepocephalus agassizii är en fiskart som beskrevs av Goode och Bean, 1883. Alepocephalus agassizii ingår i släktet Alepocephalus och familjen Alepocephalidae. Inga underarter finns listade i Catalogue of Life.

## Bildgalleri

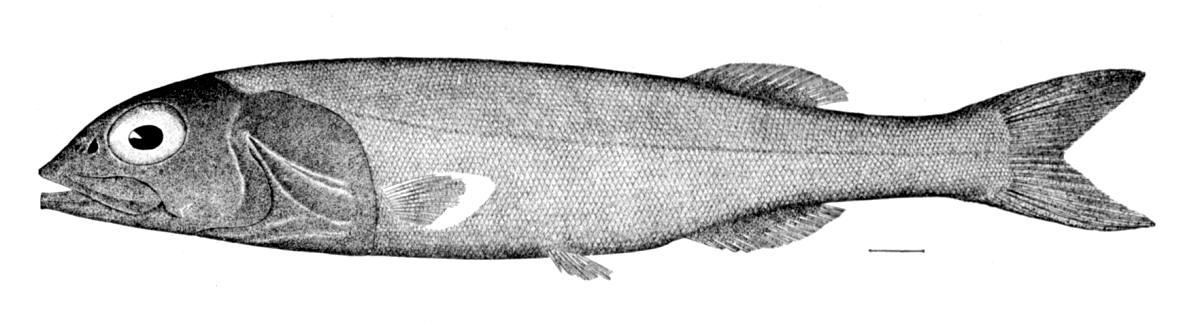